# 洛克人8 金屬英雄們
《洛克人8 金屬英雄們》是遊戲開發商卡普空於1996年12月17日在日本發售於PlayStation以及1997年1月17日在日本發售於世嘉土星的動作遊戲，洛克人元祖系列的第八作。

## 概要
- 本作的平台從超級任天堂轉變為PlayStation以及SEGA土星，畫面與從16位元改成32位元，變得更加鮮明，亦首次加入動畫劇情。關卡由開頭、前四大頭目關卡、中盤關卡、後四大關卡和威利城四關卡共14關組成。
- 首次加入配音，並加入片頭曲及片尾曲。
- 本作是在日本境內唯一沒有發行在任天堂平台的一代。而在歐美發行的『洛克人週年系列』中則發行在Game Cube上。

## 系統變更
- 特殊武器的剋制分為前段與後段的兩個循環。
- 從《2代》開始採用的密碼存檔和遊戲結束時必須重頭開始的模式廢止，取而代之的是本作的存檔功能。
- 本作廢止如E罐等可任意回復全部血量的道具，武器介面也全部更新，中繼存檔點通過後便會回復血量及所有武器能量，在頭目房間門口也會有回復武器能量的道具可以使用。
- 保留前作的螺絲收集系統，收集到一定數量後便可以購買加強能力的道具。

## 故事及人物
洛克人接到來萊特博士的消息，前來調查一顆來自宇宙的神祕隕石。但是威利已經搶先一步拿走了隕石，更派出八台機器人來阻止洛克人，分別為「天狗人」、「星象人」、「巨劍人」、「小丑人」、「搜索人」、「冰霜人」、「手榴彈人」及「水人」。隕石中有著強大的邪惡能量，為了調查宇宙之謎和阻止威利的野心，洛克人又再次出動。

## 主題歌
片頭曲
「ELECTRICAL COMMUNICATION」
作詞・作曲：尾澤拓実 編曲：高橋圭一、尾澤拓實 主唱：GANASIA
片尾曲
「BRANDNEW WAY」
作詞・作曲：尾澤拓実 編曲：高橋圭一、尾澤拓實 主唱：GANASIA

## 外部連結
- ロックマンシリーズ公式ポータルサイト （页面存档备份，存于）